# Saint-Germain-des-Angles
Saint-Germain-des-Angles és un municipi francès situat al departament de l'Eure i a la regió de Normandia. L'any 2007 tenia 219 habitants.

## Demografia

### Població
El 2007 la població de fet de Saint-Germain-des-Angles era de 219 persones. Hi havia 72 famílies de les quals 12 eren unipersonals (12 homes vivint sols), 16 parelles sense fills i 44 parelles amb fills.
La població ha evolucionat segons el següent gràfic:
Habitants censats

### Habitatges
El 2007 hi havia 84 habitatges, 77 eren l'habitatge principal de la família, 1 era una segona residència i 6 estaven desocupats. Tots els 83 habitatges eren cases. Dels 77 habitatges principals, 67 estaven ocupats pels seus propietaris, 7 estaven llogats i ocupats pels llogaters i 3 estaven cedits a títol gratuït; 1 tenia una cambra, 5 en tenien tres, 16 en tenien quatre i 55 en tenien cinc o més. 59 habitatges disposaven pel capbaix d'una plaça de pàrquing. A 27 habitatges hi havia un automòbil i a 50 n'hi havia dos o més.

### Piràmide de població
La piràmide de població per edats i sexe el 2009 era:
| Homes | Edats   | Dones |
| ----- | ------- | ----- |
| 0     | 95 o +  | 0     |
| 0     | 90 a 94 | 0     |
| 0     | 85 a 89 | 0     |
| 0     | 80 a 84 | 0     |
| 4     | 75 a 79 | 4     |
| 4     | 70 a 74 | 0     |
| 0     | 65 a 69 | 4     |
| 8     | 60 a 64 | 0     |
| 0     | 55 a 59 | 0     |
| 12    | 50 a 54 | 8     |
| 12    | 45 a 49 | 8     |
| 0     | 40 a 44 | 16    |
| 20    | 35 a 39 | 8     |
| 4     | 30 a 34 | 12    |
| 12    | 25 a 29 | 12    |
| 0     | 20 a 24 | 8     |
| 12    | 15 a 19 | 20    |
| 8     | 10 a 14 | 8     |
| 20    | 5 a 9   | 0     |
| 0     | 0 a 4   | 12    |

## Economia
El 2007 la població en edat de treballar era de 150 persones, 115 eren actives i 35 eren inactives. De les 115 persones actives 109 estaven ocupades (63 homes i 46 dones) i 6 estaven aturades (3 homes i 3 dones). De les 35 persones inactives 9 estaven jubilades, 16 estaven estudiant i 10 estaven classificades com a «altres inactius».

### Ingressos
El 2009 a Saint-Germain-des-Angles hi havia 79 unitats fiscals que integraven 223 persones, la mediana anual d'ingressos fiscals per persona era de 20.172 €.

### Activitats econòmiques
Els 2 establiments que hi havia el 2007 eren d'empreses de transport.
L'any 2000 a Saint-Germain-des-Angles hi havia 4 explotacions agrícoles.

## Equipaments sanitaris i escolars
El 2009 hi havia una escola elemental integrada dins d'un grup escolar amb les comunes properes formant una escola dispersa.

## Poblacions més properes
El següent diagrama mostra les poblacions més properes.